# Chiesa della Santissima Annunziata (Roccasecca)
La chiesa della Santissima Annunziata, nota anche con il titolo di insigne collegiata, è la parrocchiale di Roccasecca, in provincia di Frosinone e diocesi di Sora-Cassino-Aquino-Pontecorvo; fa parte della forania di Aquino.

## Storia
La chiesa venne costruita intorno alla metà del Quattrocento su disegno dell'architetto arpinate Pacifico Mastroianni; l'edificio fu poi trasformato in stile barocco nel 1750 durante un intervento di rifacimento. Nel 1742 Roccasecca era diventata la sede effettiva del vescovo delle diocesi di Aquino e Pontecorvo, e quindi spesso la chiesa era officiata dagli stessi vescovi fino all'Ottocento.
Già elevata al rango di collegiata nel XVII secolo, la parrocchiale ricevette il titolo di insigne collegiata nel 1843; la struttura fu interessata da restauri sia dopo il terremoto del 1915 sia dopo quello avvenuto nel 1984.

## Descrizione

### Esterno
La facciata a salienti della chiesa, rivolta a sudovest, è suddivisa da una cornice marcapiano modanata in due registri, entrambi scanditi da lesene; quello inferiore presenta al centro il portale maggiore, sormontato da un timpano semicircolare, e ai lati gli ingressi secondari e due finestre, mentre quello superiore è affiancato da due volute, caratterizzato da una finestra e coronato dal frontone mistilineo, al fianco del quale sono collocate le due statue raffiguranti San Pietro e San Tommaso.
Annesso alla collegiata è il campanile a base quadrata, suddiviso in più ordini da cornici; la cella, ospitante al suo interno tre campane, presenta su ogni lato una monofora ed è coperta dal tetto a quattro falde.

### Interno
L'interno dell'edificio, la cui pianta è a croce latina, è suddiviso in tre navate da pilastri sorreggenti archi a tutto sesto, sopra i quali corre il cornicione su cui s'imposta la volta; al termine dell'aula si sviluppa il presbiterio, rialzato di alcuni gradini e chiuso dalla parete di fondo piatta.
Qui sono conservate diverse opere di pregio, tra le quali le tele ritraenti rispettivamente la Madonna e il Bambino con i Santi Biagio e Antonio Abate, la Madonna della Libera e la Madonna del Purgatorio, il pulpito ligneo, costruito probabilmente nel XV secolo, gli affreschi della cupola e la pala con soggetto la Santissima Annunziata, dipinta nel 1754 da Francesco De Mura.